# Lakydes
Lakydes från Kyrene var en antik grekisk filosof.
Lakydes efterträdde omkring 241 f.Kr. Arkesilaos som huvudman för Akademeia i Aten. Han tillhörde den skola som man kallat "den mellersta akademin". Lakydes undervisade i en trädgård, Lakydeion, som förärats honom av kung Attalos I av Pergamon, och uppehöll under 36 år akademins traditioner.
Av hans skrifter, som sägs ha vittnat om finhet och humor, finns inget i behåll.